# Deutscher Musical Theater Preis 2017
Im Rahmen des Deutschen Musical Theater Preises 2017 wurden am 18. September 2017 während einer Gala in Berlin nach der Wahl durch eine Jury Auszeichnungen an 13 Preisträger für ihre Leistungen im Musicalfach übergeben. Es handelte sich um die vierte Vergabe des Deutschen Musical Theater Preises. 

## Gewinner und Nominierte 2017

### Bestes Musical
- In 80 Tagen um die Welt (Landestheater Linz)
- Vom Fischer und seiner Frau (Brüder Grimm Festspiele Hanau)
- Kopfkino (Neuköllner Oper, Berlin)[1]